# Större myrpitta
Större myrpitta (Grallaria excelsa) är en fågel i familjen myrpittor inom ordningen tättingar.

## Utseende och läte
Större myrpitta är med en kroppslängd på 24 cm, och som namnet avslöjar, en stor myrpitta, med tvärbandad undersida. Ovansidan olivbrun med kontrasterande grått på hjässa och nacke. På nack- och huvudsidorna och undersidan är den gulbrun med täta svarta tvärband. Strupen är vit. Lätet består av en lång och djup stigande drill, "br'r'r'r'r'r'r'r'r'orp", cirka fyra till sex sekunder lång.

## Utbredning och systematik
Större myrpitta är endemisk för Venezuela i norra Sydamerika. Den delas in i två underarter med följande utbredning:
- Grallaria excelsa excelsa – förekommer i västra Venezuela (Sierra de Perija) och Anderna i Lara till Táchira
- Grallaria excelsa phelpsi – förekommer i kustnära berg i norra Venezuela (Colonia Tovar i Aragua)

## Status och hot
Större myrpitta har en liten världspopulation bestående av under 2 500 vuxna individer. Den tros också minska i antal till följd av habitatförlust. Internationella naturvårdsunionen IUCN kategoriserar den som nära hotad (VU).